# Meragisa toddi
Meragisa toddi är en fjärilsart som beskrevs av De la Torre y Callejas och Dalmau 1959. Meragisa toddi ingår i släktet Meragisa och familjen tandspinnare. Inga underarter finns listade i Catalogue of Life.